# Baecula
Baecula là một chi bướm đêm thuộc họ Erebidae.